# Região Geográfica Imediata de Limeira
A Região Geográfica Imediata de Limeira é uma das 53 regiões imediatas do estado brasileiro de São Paulo, uma das onze regiões imediatas que compõem a Região Geográfica Intermediária de Campinas e uma das 509 regiões imediatas no Brasil, criadas pelo IBGE em 2017.
É composta por  quatro municípios, tendo uma população estimada pelo IBGE para 1.º de julho de 2017, de 367 465 habitantes e uma área total de 943,349 km².
O município de Engenheiro Coelho pertence a Região Metropolitana de Campinas, enquanto os demais municípios pertencem a Aglomeração Urbana de Piracicaba.

## Municípios
Fonte: IBGE – Cidades
| Município         | População Estimada (2017) | Área (km²) |
| ----------------- | ------------------------- | ---------- |
| Cordeirópolis     | 23 793                    | 137,579    |
| Engenheiro Coelho | 19 497                    | 109,941    |
| Iracemápolis      | 23 264                    | 115,118    |
| Limeira           | 300 901                   | 580,711    |
| Total             | 367 465                   | 934,439    |